# Scott Altman
Scott Douglas Altman (Lincoln, 15 agosto 1959) è un ex astronauta statunitense.